# おお、聖なる饗宴よ
おお、聖なる饗宴よ(おお、せいなるきょうえんよ、ラテン語: O Sacrum Convivium)は、聖歌の一曲である。
トマス・アクィナスによって書かれた文が元となっており、聖体の祝日に行われる晩課の際の、アンティフォナによるマニフィカトに含まれていた。

## 歌詞
| O sacrum convivium! in quo Christus sumitur: recolitur memoria passionis eius: mens impletur gratia: et futurae gloriae nobis pignus datur. Alleluia. | おお、聖なる饗宴よ！ 我らがキリストを拝領する聖餐よ ご受難の記憶が思い起こされ 心は優雅に満たされる 我々に来たるべき栄光の証が与えられた ハレルヤ |
| —原文（リベル・ウズアリスによる） | —訳文 |

## 楽曲
グレゴリオ聖歌やアンブロジオ聖歌に属するため、現在に至るまで多くの者によって作曲されてきた。
- ジャック・アルカデルト
- ヘンドリク・アンドリーセン
- ハビエル・ブストー
- ウィリアム・バード
- ジョヴァンニ・パオロ・チーマ
- アンドレーア・ガブリエーリ
- フランシスコ・ゲレーロ
- フランツ・リスト
- ルカ・マレンツィオ
- フランク・マルタン
- オリヴィエ・メシアン - おお、聖なる饗宴よ (メシアン)
- クリストバル・デ・モラーレス
- ジョヴァンニ・ダ・パレストリーナ
- ジョヴァンニ・バッティスタ・ペルゴレージ
- ヤン・ピーテルスゾーン・スウェーリンク
- トマス・タリス
- ロドヴィコ・ヴィアダーナ
- トマス・ルイス・デ・ビクトリア
- レイフ・ヴォーン・ウィリアムズ